# کرتیس مک‌کنزی
کرتیس مک‌کنزی (به انگلیسی: Kurtis McKenzie)، که پیش‌تر با نام آرکید (به انگلیسی: The Arcade) شناخته می‌شد، تهیه‌کنندهٔ موسیقی، ترانه‌پرداز و نوازنده‌ای بریتانیایی ساکن لس آنجلس است. مک‌کنزی تهیه‌کننده و آهنگسازی می‌باشد که برندهٔ جایزهٔ گرمی، برندهٔ جایزهٔ گرمی لاتین، و نامزد جایزهٔ اسکار شده‌است. وی در تهیه و ترانه‌سرایی ترانه پرطرفدار «خواستنی» از ایگی آزیلیا با حضور چارلی ایکس‌سی‌ایکس مشارکت داشته‌است. این ترانه تاکنون ۱۳ میلیون نسخه در سراسر جهان فروخته و در ایالات متحده به دلیل فروش ۷٬۰۰۰٬۰۰۰ نسخه، گواهی ۷ بار پلاتینیوم دریافت کرده‌است.